# 1671 au théâtre
| Années du théâtre : 1668 - 1669 - 1670 - 1671 - 1672 - 1673 - 1674    |
| Décennies du théâtre : 1640 - 1650 - 1660 - 1670 - 1680 - 1690 - 1700 |

## Événements
- Février : l'actrice anglaise Nell Gwynne se retire de la scène et emménage rue Pall Mall, à Londres[1].
- 9 novembre : ouverture à Londres du Théâtre de Dorset Garden où la Duke's Company (Troupe du duc) s'installe.
- L'acteur Noël Lebreton de Hauteroche succède à Floridor comme directeur de la troupe du théâtre de l'Hôtel de Bourgogne à Paris.

## Pièces de théâtre représentées
- 17 janvier, puis 19 et 24 janvier, 3, 5 et 9 février : Psyché, tragédie-ballet écrite par Molière et Pierre Corneille et Philippe Quinault, avec des entrées de ballet et des intermèdes musicaux composés par Lully et une chorégraphie de Pierre Beauchamp, Salle des Machines du palais des Tuileries, Paris
- 3 mars : Pomone, premier « opéra français », de Robert Cambert et Pierre Perrin, Académie royale de musique, Paris.
- mars : Love in a Wood; Or, St James's Park, comédie de William Wycherley, théâtre de Drury Lane, par la King's Company, Londres.
- 24 mai : Les Fourberies de Scapin de Molière, Théâtre du Palais-Royal, Paris.
- 24 juillet au 25 octobre : reprise de Psyché, tragédie-ballet de Molière et Corneille et Quinault, Théâtre du Palais-Royal, Paris.
- 5 août : La Prise de Babylone. Tragédie, avec un intermède dansé Le Ballet des Songes, de Louis Jobert, représentés au Collège jésuite de Clermont pour la distribution des prix, Paris (Texte du programme en ligne sur Gallica).
- novembre : Charles VIII of France, tragédie de John Crowne, théâtre de Dorset Garden, par la Duke's Company, Londres.
- 2 décembre : La Comtesse d'Escarbagnas de Molière, château de Saint-Germain-en-Laye.
- 7 décembre : La Répétition (The Rehearsal), comédie de George Villiers, duc de Buckingham, Théâtre Royal de Bridges Street, par la King's Company, Londres.
- Mamamouchi ; or, The Citizen turned Gentleman, comédie d'Edward Ravenscroft, théâtre de Dorset Garden, Londres, entièrement empruntée, à la limite du plagiat, à Monsieur de Pourceaugnac et au Bourgeois gentilhomme de Molière[2].

## Pièces de théâtre publiées
- (nl) Thomas Asselijn, De Moort tot Luyk door den graaf van Warfusé aan den burgermeester De La Ruelle, (voorgevallen int́ jaar 1637), treurspel, Amsterdam, Jacob Lescailje, 1671, XVI-80 p. : le sujet de la pièce est l’assassinat du bourgmestre de Liège Sébastien La Ruelle par René de Renesse en 1637.
- (fr) Thomas Corneille : La Comtesse d'Orgueil, comédie, Rouen et Paris, Guillaume de Luyne, 12-120 p.
- (fr) Jean Racine, Bérénice, Paris, Claude Barbin, [20]-88 p. (En ligne sur Gallica).
- (en) John Wilson, The cheats : a comedy, Londres, T. Collins et John Ford, [8]-83-[1] p. (deuxième édition ; la première a paru en 1664).

## Naissances
- 7 septembre : Antoine Danchet, auteur dramatique et librettiste français, mort le 21 février 1748.
- 6 novembre : Colley Cibber, dramaturge et acteur britannique, mort le 12 novembre 1757.
- 15 novembre (baptême) : Anne Bracegirdle, actrice anglaise, morte le 12 septembre 1748.

## Décès
- 24 juillet : Joseph Simons, prêtre jésuite anglais, professeur de littérature et dramaturge, né en 1593.
- 14 août : Josias de Soulas, dit Floridor, acteur français, né en 1608.
- 25 septembre : Pierre Datelin, dit Jean Brioché, marionnettiste français, qui a ouvert à Paris aux foires Saint-Laurent et Saint-Germain les premiers théâtres de marionnettes, né en 1567.
- Date précise inconnue :
  - Li Yu, dramaturge chinois, né vers 1591.